# Lê Huyền Tông
Lê Huyền Tông (chữ Hán: 黎玄宗; * 1654 in Đông Kinh (Hanoi); † 15. Oktober 1671 ebenda) war der achte vietnamesische Kaiser aus der restaurierten Lê-Dynastie. Er saß von Ende 1662 bis zu seinem frühen Tod neun Jahre später auf dem Thron und war wie alle Monarchen seiner Linie ein Marionettenherrscher der tatsächlich regierenden Trịnh-Fürsten.
Seine Herrschaftszeit, die den Äranamen Cảnh Trị (景治) trägt, gilt als ein Höhepunkt des streng konfuzianischen Hofzeremoniells.

## Leben
Vor seiner Thronbesteigung lautete sein Name Lê Duy Vũ (黎維禑). Er war der zweite Sohn des Kaisers Lê Thần Tông. Dieser hatte zugunsten seines ältesten Sohnes Lê Chân Tông im Jahr 1643 abgedankt. Der Sohn starb jedoch bereits 1649 kinderlos, woraufhin der Vater den Thron erneut bestieg und bis zu seinem Tod im Herbst 1662 als Kaiser amtierte. Seine Nachfolge trat dann der etwa achtjährige Lê Huyền Tông an, der vom tatsächlichen Machthaber Trịnh Tạc auf den Thron gesetzt wurde.
Lê Huyền Tôngs Regierungszeit galt unter den konfuzianischen Hofgelehrten als ein Musterbeispiel für geordnete Staatsführung und in dieser Hinsicht als beste Epoche seit der Herrschaft des Lê Thánh Tông (1460–1497). Der Kaiserhof wurde von der konfuzianischen Orthodoxie dominiert, sämtliche Vorgänge am Hof liefen streng nach traditionellem Zeremoniell ab. Im Jahr 1663 wurde ein aus 47 Artikeln bestehendes Edikt proklamiert, in dem die Menschen zu einem moralischen und produktiven Lebenswandel im konfuzianischen Sinne aufgerufen wurden. Eine Vielzahl an Beamten sorgte für eine andauernde Verbreitung von Gesetzestexten und Verordnungen, mit denen die größte Reform des Staatswesens seit der Lê-Thánh-Tông-Zeit durchgeführt werden sollte. Im Gegensatz zu damals war der Monarch allerdings ein machtloses Kind und die Regierung daher deutlich instabiler. Der faktische Herrscher Trịnh Tạc hatte das Tagesgeschäft des Regierens in die Hände einer Gruppe aufstrebender Beamter gelegt, die wiederum von einigen älteren Gelehrten unter der Führung des Phạm Công Trứ beaufsichtigt wurden. Dieses System führte bald zu einem internen Machtkampf, in erster Linie zwischen den Beamten aus der Ebene des Roten Flusses und denen aus den alten Militärclans der Provinzen Thanh Hóa und Nghệ An. Der Hauptstreitpunkt war die Frage, ob man den seit Jahrzehnten andauernden, erfolglosen Krieg gegen die Nguyễn-Fürsten des Südens fortsetzen oder beenden sollte, daneben ging es unter anderem auch um die Reform der unter Korruptionsverdacht stehenden Beamtenprüfungen. Keines dieser Themen wurde noch zu Lebzeiten des Kaisers Lê Huyền Tông abschließend geklärt.
Umgesetzt wurde allerdings 1664 eine Reform über die Besteuerung des Ackerlandes, verbunden mit einer fünf Jahre andauernden Kampagne zur Vermessung und Registrierung allen Landbesitzes. Die auf diese Weise erfassten Besitzverhältnisse dienten als neue Grundlage für die Besteuerung der Landbevölkerung. Anders als bisher sollten von nun an die Dorfvorsteher die Abgaben eigenhändig einsammeln und an die Bezirksbeamten weitergeben – faktisch war die staatliche Verwaltung zu schwach und ineffizient geworden, um noch auf Dorfebene tätig zu sein.
Anfang 1667 nahm der vietnamesische Hof offizielle diplomatische Kontakte mit der neuen chinesischen Qing-Dynastie auf, die wenige Jahre zuvor die letzten Anhänger der Ming besiegt hatte. Wie üblich zollte dabei der vietnamesische Monarch dem chinesischen Kaiser  zeremoniell Tribut. Trịnh Tạc nahm dies zum Anlass, um im Herbst des gleichen Jahres die Provinz Cao Bằng militärisch zu besetzen, wo immer noch die Mạc-Dynastie herrschte, bis dahin unter dem – nun nicht mehr bestehenden – Schutz der Ming. Das Oberhaupt der Mạc floh allerdings nach China und brachte die Qing dazu, die Protektion ihrer Vorgängerdynastie fortzusetzen. Trịnh Tạc musste sich dem chinesischen Druck beugen und die Provinz Cao Bằng zugunsten der Mạc wieder räumen. Erst 1677 sollten diese endgültig besiegt werden.
Im Oktober 1671 starb Kaiser Lê Huyền Tông im Alter von nur etwa siebzehn Jahren; neun davon hatte er als Kaiser amtiert. Da er keine Kinder hatte, machte Trịnh Tạc den jüngeren Bruder Lê Gia Tông zum Nachfolger.